# تلمبه حسین‌آقا ۱
تلمبه حسین‌آقا ۱ یک منطقهٔ مسکونی در ایران است که در دهستان کشکوئیه واقع شده‌است.